# 叶蕴理
叶蕴理（1905年—1984年），男，江苏南京人，中国物理学家，曾任上海交通大学物理系教授。

## 生平
1934年毕业于里昂中法大学。